# Liste des monuments historiques de Malle
Cette page regroupe l'ensemble des monuments classés de la ville belge de Malle.
| Objet                                                   | Statut du classement? | Année de construction/architecte | Section communale | Adresse                | Coordonnées                      | Numéro d'inventaire | Illustration                                        |
| ------------------------------------------------------- | --------------------- | -------------------------------- | ----------------- | ---------------------- | -------------------------------- | ------------------- | --------------------------------------------------- |
| (nl) Hoeve                                              |                       |                                  | Westmalle         | Oude Molenstraat 22    | 51° 18′ 42″ nord, 4° 40′ 59″ est | 13533               | Téléverser                                          |
| (nl) Arbeidershuisjes XIX                               |                       |                                  | Westmalle         | Berckhovenstraat 30    | 51° 17′ 56″ nord, 4° 41′ 47″ est | 13534               | Téléverser                                          |
| (nl) Arbeidershuisjes XIX                               |                       |                                  | Westmalle         | Berckhovenstraat 32    | 51° 17′ 56″ nord, 4° 41′ 47″ est | 13534               | Téléverser                                          |
| (nl) Herenhuis, Wildzang                                |                       |                                  | Westmalle         | Sint Jozeflei 29       | 51° 17′ 57″ nord, 4° 41′ 34″ est | 13536               | Téléverser                                          |
| (nl) Kapel van de Heilige Engelbewaarder, Engelenkapel  | Oui                   |                                  | Westmalle         | Zoerselbaan            | 51° 17′ 33″ nord, 4° 41′ 57″ est | 13539               | Téléverser                                          |
| (nl) Toren van de oude Sint-Laurentiuskerk              | Oui                   |                                  | Oostmalle         | Antwerpsesteenweg      | 51° 18′ 05″ nord, 4° 43′ 59″ est | 13540               | Téléverser                                          |
| (nl) Hoekhuis cottagestijl                              |                       |                                  | Oostmalle         | Antwerpsesteenweg 1    | 51° 18′ 03″ nord, 4° 44′ 00″ est | 13541               | Téléverser                                          |
| (nl) Boerderij                                          |                       |                                  | Oostmalle         | Antwerpsesteenweg 51   | 51° 18′ 00″ nord, 4° 43′ 22″ est | 13542               | Téléverser                                          |
| (nl) Hoekhuis                                           | Oui                   |                                  | Oostmalle         | Antwerpsesteenweg 58   | 51° 18′ 02″ nord, 4° 43′ 27″ est | 13543               | Téléverser                                          |
| (nl) Woonstalhuis                                       |                       |                                  | Oostmalle         | Antwerpsesteenweg 64   | 51° 18′ 02″ nord, 4° 43′ 23″ est | 13544               | Téléverser                                          |
| (nl) Boerderij                                          |                       |                                  | Oostmalle         | Antwerpsesteenweg 93   | 51° 17′ 56″ nord, 4° 42′ 56″ est | 13545               | Téléverser                                          |
| (nl) Kapel Onze-Lieve-Vrouw van Lourdes                 |                       |                                  | Oostmalle         | Blommerschot           | 51° 15′ 13″ nord, 4° 45′ 30″ est | 13547               | Téléverser                                          |
| (nl) Landgoed Heilgenaert                               |                       |                                  | Oostmalle         | Blommerschot 1         | 51° 15′ 25″ nord, 4° 45′ 57″ est | 13548               | Téléverser                                          |
| (nl) Boerenhuis                                         |                       |                                  | Oostmalle         | Blijkerijstraat 41     | 51° 18′ 10″ nord, 4° 44′ 23″ est | 13550               | Téléverser                                          |
| (nl) Hoeve                                              |                       |                                  | Oostmalle         | Blijkerijstraat 73     | 51° 18′ 06″ nord, 4° 44′ 40″ est | 13552               | Téléverser                                          |
| (nl) Hoeve                                              |                       |                                  | Oostmalle         | De Daad 2              | 51° 18′ 36″ nord, 4° 43′ 15″ est | 13553               | Téléverser                                          |
| (nl) Gemeentehuis, 1905, neorenaissance                 |                       |                                  | Oostmalle         | Dorpsplaats 1          | 51° 18′ 08″ nord, 4° 44′ 02″ est | 13554               | Téléverser                                          |
| (nl) Herenhuis                                          |                       |                                  | Oostmalle         | Dorpsweg 1             | 51° 18′ 07″ nord, 4° 43′ 54″ est | 13555               | Téléverser                                          |
| (nl) Kapel Onze-Lieve-Vrouw van Bijstand                | Oui                   |                                  | Oostmalle         | Herentalsebaan         | 51° 17′ 44″ nord, 4° 44′ 22″ est | 13556               | Téléverser                                          |
| (nl) Wolfskapel                                         | Oui                   |                                  | Oostmalle         | Kapelakkers            | 51° 18′ 04″ nord, 4° 43′ 19″ est | 13558               | Téléverser                                          |
| (nl) Pastorie                                           |                       |                                  | Oostmalle         | Lierselei z.nr.        | 51° 18′ 04″ nord, 4° 44′ 03″ est | 13560               | Téléverser                                          |
| (nl) Herenhuis XIX                                      |                       |                                  | Oostmalle         | Lierselei 27           | 51° 17′ 57″ nord, 4° 44′ 03″ est | 13561               | Téléverser                                          |
| (nl) Kasteel van Oostmalle                              | Oui                   |                                  | Oostmalle         | Lierselei 28           | 51° 18′ 02″ nord, 4° 43′ 42″ est | 13562               | Téléverser                                          |
| (nl) Kasteel van Oostmalle                              | Oui                   |                                  | Oostmalle         | Lierselei 30           | 51° 18′ 02″ nord, 4° 43′ 42″ est | 13562               | Téléverser                                          |
| (nl) Boswachtershuisje                                  |                       |                                  | Oostmalle         | Lierselei 137          | 51° 17′ 37″ nord, 4° 43′ 53″ est | 13564               | Téléverser                                          |
| (nl) Boswachtershuisje                                  |                       |                                  | Oostmalle         | Lierselei 139          | 51° 17′ 37″ nord, 4° 43′ 53″ est | 13564               | Téléverser                                          |
| (nl) Hoeve                                              |                       |                                  | Oostmalle         | Sint Lenaartsebaan 128 | 51° 18′ 41″ nord, 4° 43′ 18″ est | 13565               | Téléverser                                          |
| (nl) Kamphuis met speelterrein, neoclassicistisch gebou |                       |                                  | Oostmalle         | Turnhoutsebaan 117     | 51° 18′ 10″ nord, 4° 45′ 02″ est | 13566               | Téléverser                                          |
| (nl) Hoeve                                              |                       |                                  | Oostmalle         | Salphen 1              | 51° 16′ 39″ nord, 4° 44′ 31″ est | 13567               | Téléverser                                          |
| (nl) Hoeve met losstaande bestanddelen                  |                       |                                  | Oostmalle         | Salphen 2              | 51° 16′ 35″ nord, 4° 44′ 28″ est | 13568               | Téléverser                                          |
| (nl) Verbouwde hoeves                                   |                       |                                  | Oostmalle         | Salphen 3              | 51° 16′ 34″ nord, 4° 44′ 31″ est | 13569               | Téléverser                                          |
| (nl) Verbouwde hoeves                                   |                       |                                  | Oostmalle         | Salphen 5              | 51° 16′ 34″ nord, 4° 44′ 31″ est | 13569               | Téléverser                                          |
| (nl) Hoeve met losstaande bestanddelen                  |                       |                                  | Oostmalle         | Salphen 7              | 51° 16′ 28″ nord, 4° 44′ 29″ est | 13570               | Téléverser                                          |
| (nl) Sint-Antoniuskapel van Zalfen /Zalphen             | Oui                   |                                  | Oostmalle         | Salphen                | 51° 16′ 28″ nord, 4° 44′ 25″ est | 13571               | Téléverser                                          |
| (nl) Kapel van Sint-Martinus                            | Oui                   |                                  | Westmalle         | Antwerpsesteenweg 245  | 51° 17′ 48″ nord, 4° 41′ 39″ est | 13741               | Téléverser                                          |
| (nl) Gemeentehuis 1930                                  |                       |                                  | Westmalle         | Antwerpsesteenweg 246  | 51° 17′ 49″ nord, 4° 41′ 36″ est | 13742               | Téléverser                                          |
| (nl) Scherpenbergmolen, beltmolen, type bovenkruier     | Oui                   |                                  | Westmalle         | Antwerpsesteenweg 378  | 51° 17′ 41″ nord, 4° 40′ 50″ est | 13744               | (nl) Scherpenbergmolen, beltmolen, type bovenkruier |
| (nl) Klooster Onze-Lieve-Vrouw Heilig Hart              | Oui                   |                                  | Westmalle         | Antwerpsesteenweg 496  | 51° 17′ 05″ nord, 4° 39′ 29″ est | 13745               | Téléverser                                          |
| (nl) Pastorie                                           | Oui                   |                                  | Westmalle         | Berckhovenstraat 11    | 51° 17′ 54″ nord, 4° 41′ 45″ est | 13749               | Téléverser                                          |
| (nl) De Grote Hoeve, hoevecomplex                       | Oui                   |                                  | Westmalle         | De Hoeve 1             | 51° 18′ 27″ nord, 4° 41′ 27″ est | 13750               | Téléverser                                          |
| (nl) De Grote Hoeve, hoevecomplex                       | Oui                   |                                  | Westmalle         | De Hoeve 2             | 51° 18′ 27″ nord, 4° 41′ 27″ est | 13750               | Téléverser                                          |
| (nl) De Grote Hoeve, hoevecomplex                       | Oui                   |                                  | Westmalle         | De Hoeve 3             | 51° 18′ 27″ nord, 4° 41′ 27″ est | 13750               | Téléverser                                          |
| (nl) Boerenhuisje                                       |                       |                                  | Westmalle         | Ganzenkuil 3           | 51° 17′ 49″ nord, 4° 42′ 02″ est | 13751               | Téléverser                                          |
| (nl) Hoeve-gebouw                                       |                       |                                  | Westmalle         | Heikantstraat 14       | 51° 18′ 26″ nord, 4° 39′ 27″ est | 13752               | Téléverser                                          |
| (nl) Parochiekerk Sint-Martinus                         | Oui                   |                                  | Westmalle         | Kasteellaan 32         | 51° 18′ 05″ nord, 4° 41′ 30″ est | 13753               | Téléverser                                          |
| (nl) Boerenhuis                                         |                       |                                  | Westmalle         | Kasteellaan 21         | 51° 17′ 56″ nord, 4° 41′ 17″ est | 13754               | Téléverser                                          |
| (nl) Dorpswoning                                        |                       |                                  | Westmalle         | Kasteellaan 26         | 51° 18′ 04″ nord, 4° 41′ 28″ est | 13755               | Téléverser                                          |
| (nl) Dorpswoning                                        |                       |                                  | Westmalle         | Kasteellaan 28         | 51° 18′ 04″ nord, 4° 41′ 28″ est | 13755               | Téléverser                                          |
| (nl) Boerenhuis                                         |                       |                                  | Westmalle         | Kasteellaan 27         | 51° 17′ 57″ nord, 4° 41′ 18″ est | 13756               | Téléverser                                          |
| (nl) Kapelanie van het Heilig Kruis, dubbelhuisje       | Oui                   |                                  | Westmalle         | Kasteellaan 29         | 51° 17′ 58″ nord, 4° 41′ 18″ est | 13757               | Téléverser                                          |
| (nl) XIX-Hoeve                                          |                       |                                  | Westmalle         | Kasteellaan 81         | 51° 18′ 07″ nord, 4° 41′ 28″ est | 13759               | Téléverser                                          |
| (nl) Kasteel van Westmalle                              | Oui                   |                                  | Westmalle         | Kasteellaan 83         | 51° 18′ 22″ nord, 4° 41′ 43″ est | 13760               | Téléverser                                          |
| (nl) Villa Geubelle                                     | Oui                   |                                  | Westmalle         | Het Wild Rijt 16       | 51° 17′ 35″ nord, 4° 40′ 27″ est | 200483              | Téléverser                                          |